# Finsko na Zimních olympijských hrách 2010
Finsko na Zimních olympijských hrách 2010 v Vancouvru reprezentovalo 94 sportovců, z toho 59 mužů a 35 žen. Nejmladším účastníkem byla Krista Lähteenmäkiová (19 let, 66 dní), nejstarší pak Teemu Selänne (39 let, 229 dní) . Reprezentanti vybojovali 5 medailí, z toho 1 stříbrnou a 4 bronzové.

## Medailisté
| Medaile | Jméno | Sport         | Disciplína                                |
| ------- | --- | ------------- | ----------------------------------------- |
| Stříbro | Peetu Piiroinen | Snowboarding  | U-rampa                                   |
| Bronz   | Pirjo Muranenová Virpi Kuitunenová Riitta-Liisa Roponenová Aino-Kaisa Saarinenová | Běh na lyžích | 4x5 km štafeta klasicky/volně - ženy      |
| Bronz   | Aino-Kaisa Saarinenová | Běh na lyžích | 30 km klasicky s hromadným startem - ženy |
| Bronz   | Niklas Bäckström Valtteri Filppula Niklas Hagman Jarkko Immonen Olli Jokinen Niko Kapanen Miikka Kiprusoff Mikko Koivu Saku Koivu Lasse Kukkonen Jere Lehtinen Sami Lepistö Toni Lydman Antti Miettinen Antero Niittymäki Janne Niskala Ville Peltonen Joni Pitkänen Jarkko Ruutu Tuomo Ruutu Sami Salo Teemu Selänne Kimmo Timonen | Lední hokej   | Družstvo mužů                             |
| Bronz   | Anne Helin Jenni Hiirikoski Venla Hovi Michelle Karvinen Mira Kuisma Emma Laaksonen Rosa Lindstedt Terhi Mertanen Heidi Pelttariová Mariia Posa Annina Rajahuhtová Karoliina Rantamäki Noora Räty Mari Saarinen Saija Sirviö Nina Tikkinen Minnamari Tuominen Saara Tuominen Linda Välimäki Anna Vanhatalo Marjo Voutilainen        | Lední hokej   | Družstvo žen                              |